# 冯传汉
冯传汉（1914年1月26日—2019年6月16日），生于湖北武汉，中国医学家，骨科专家。曾任北京大学人民医院院长、北京医学院副院长、中华医学会骨科学分会主任委员。

## 生平
冯传汉1914年出生于湖北省汉口市。1932年考入燕京大学，1935年进入北京协和医学院，1940年毕业，获医学博士学位，并留任北京协和医院工作。1942年协和医院关闭，进入北京中央医院担任住院总医师。1949年赴英国进修。回国后历任现北京大学人民医院外科副主任、骨科主任、医务主任、副院长，至1979年担任院长，1983年离任。1980年至1985年间又先后担任北京医学院副院长、北京市创伤骨科研究所所长。1981年成为中国第一批博士生导师。
冯传汉是中国最早进行骨与软组织肿瘤的研究者，其对于骨巨细胞瘤的研究获得多个奖项。1982年，冯传汉参加美国骨科医师学会（AAOS）时作关于骨巨细胞瘤的演讲，得到了高度评价，被授予美国骨科医师学会荣誉会员。在冯的主持下，1984年中国第一个骨肿瘤研究室在北京医学院人民医院成立。
冯传汉还主编及参与编写了多部医学专著，包括《临床骨科学》、《骨科肿瘤学》、《中国现代骨科史料》等。
冯传汉2009年获北京大学第二届蔡元培奖。2013年获北京大学人民医院终生成就奖。